# Palacio del Techo de Cobre
El palacio del techo de cobre (en polaco: pałac Pod Blachą) es un palacio del siglo XVIII en Varsovia, Polonia. Su nombre se debe a su techo recubierto de cobre, una rareza a comienzos del siglo XVIII. Desde 1989 el Palacio es una dependencia del Museo del Castillo Real.
El palacio se encuentra contiguo al Castillo Real de Varsovia, y en la base de una suave pendiente de donde se alzan la Plaza del Castillo y el centro antiguo de Varsovia. Debajo del castillo, existe un alojamiento que se remonta al siglo XVII.

## Historia
La casa patricia original de Wawrzyniec Reffus fue construida en 1651-56. Después de su destrucción en 1657 por el ejército de Jorge Rákóczi II, el edificio fue completamente remodelado en 1698-1701 para Jerzy Dominik Lubomirski.
Lubomirski construyó el ala sur, perpendicular al resto de la estructura, y expandió la elevación occidental. Poco después, el palacio pasó a llamarse Palais Martin en referencia al nieto de Lubomirski. En 1720 el palacio fue reconstruido con la adición de una ala norte; y el interior fue decorado con pinturas rococó.
Después de 1777, el palacio pasó a manos del último rey de Polonia, Stanisław August Poniatowski, quien contrató al arquitecto Domenico Merlini para rediseñar las habitaciones y adosarle el ala de la biblioteca del Castillo Real. El Rey luego regaló el palacio redecorado a su sobrino, el Príncipe Józef Poniatowski. El príncipe fue un comandante exitoso en la Insurrección de Kościuszko en 1794, y más tarde uno de los mariscales de Napoleón Bonaparte. Estando en manos del Príncipe, el Palacio se convirtió en centro de la escena social de clase alta de Varsovia.
Cuando Varsovia se convirtió en parte del Reino de Prusia después de la Tercera Partición de Polonia (1795), el Palacio se convirtió en la sede del Ministerio de Guerra de Prusia.
El palacio del techo de cobre fue quemado deliberadamente en 1944 por los ocupantes alemanes. En 1948-49 fue reconstruido, basándose en pinturas del siglo XVIII de Bernardo Bellotto.
Desde fines del siglo XX el palacio es un museo, parte del Castillo Real de Varsovia, y alberga una biblioteca histórica y una exposición permanente de alfombras orientales.

## Galería
- Wikimedia Commons alberga una categoría multimedia sobre Copper-Roof Palace.

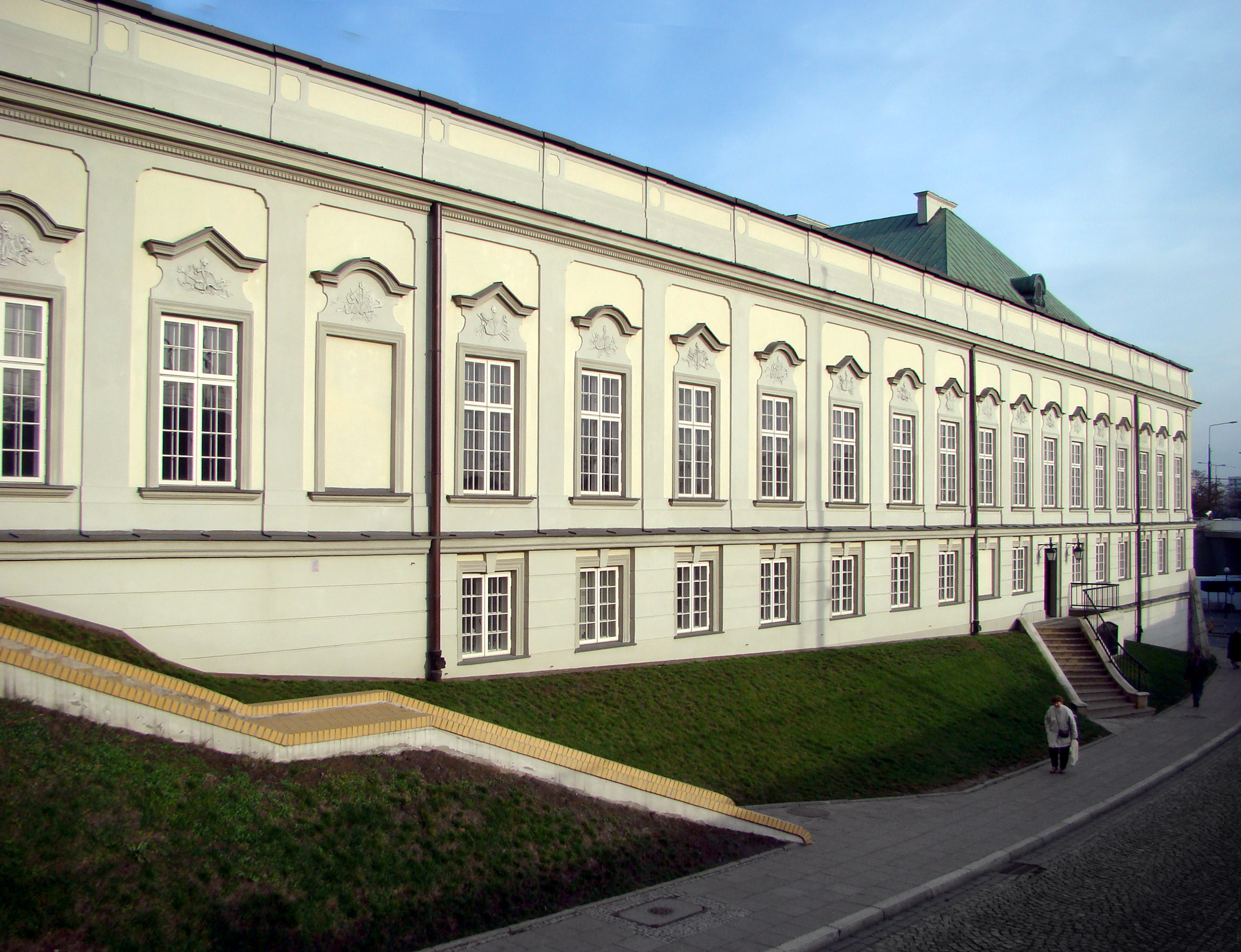
Fachada sur
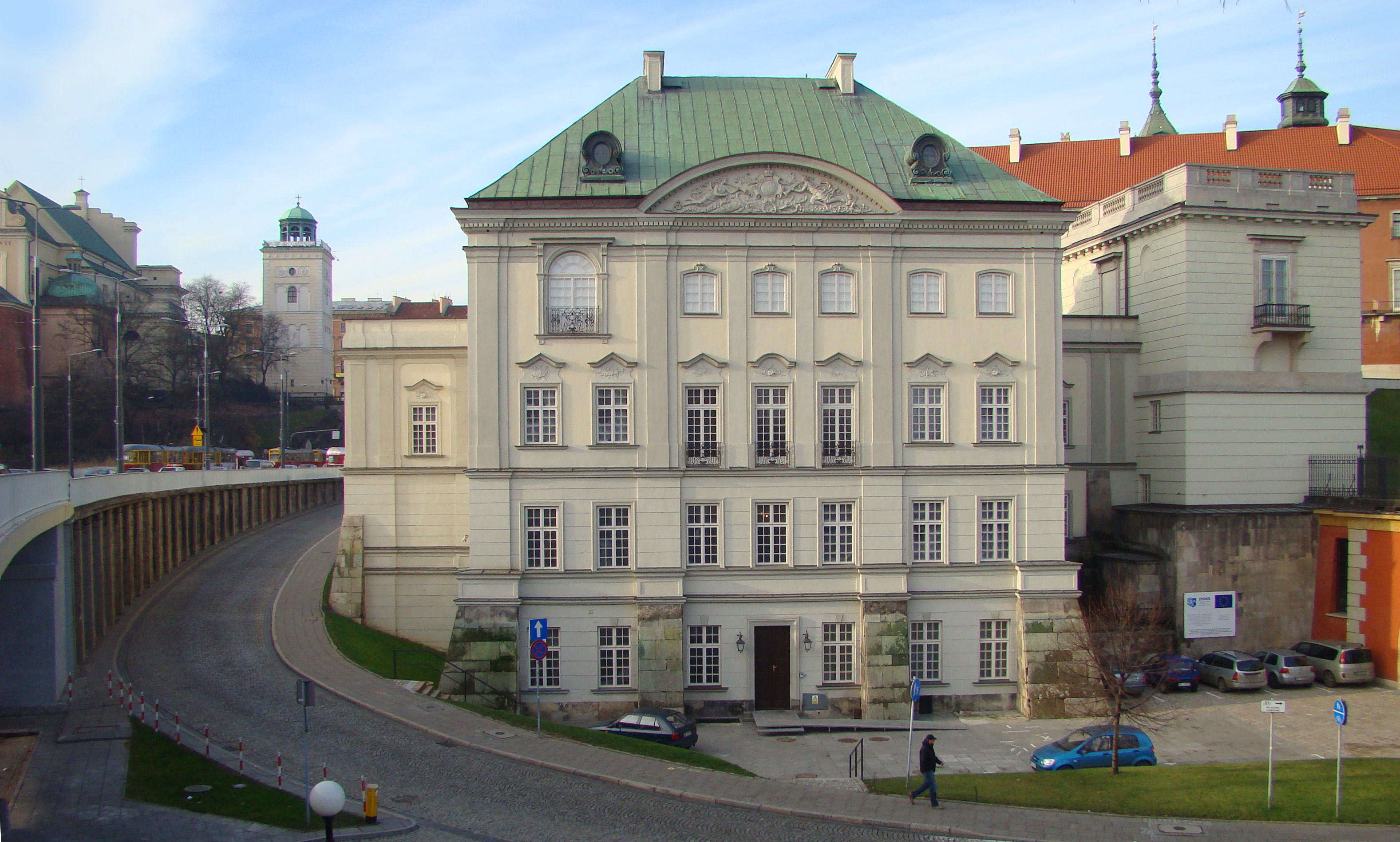
Fachada este, a la izquierda la iglesia de Santa Ana, a la derecha el Castillo Real
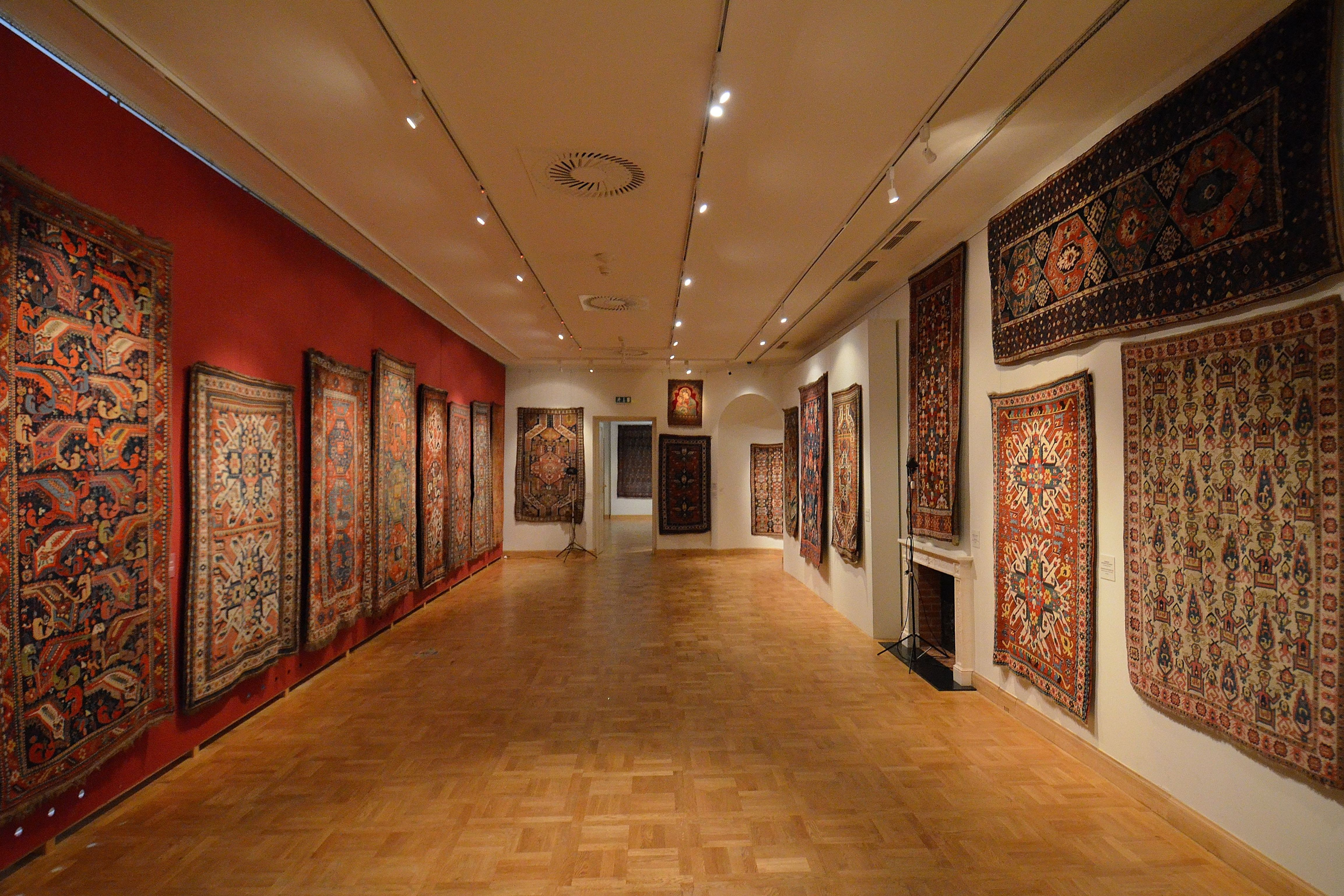
Exposición de alfombras orientales
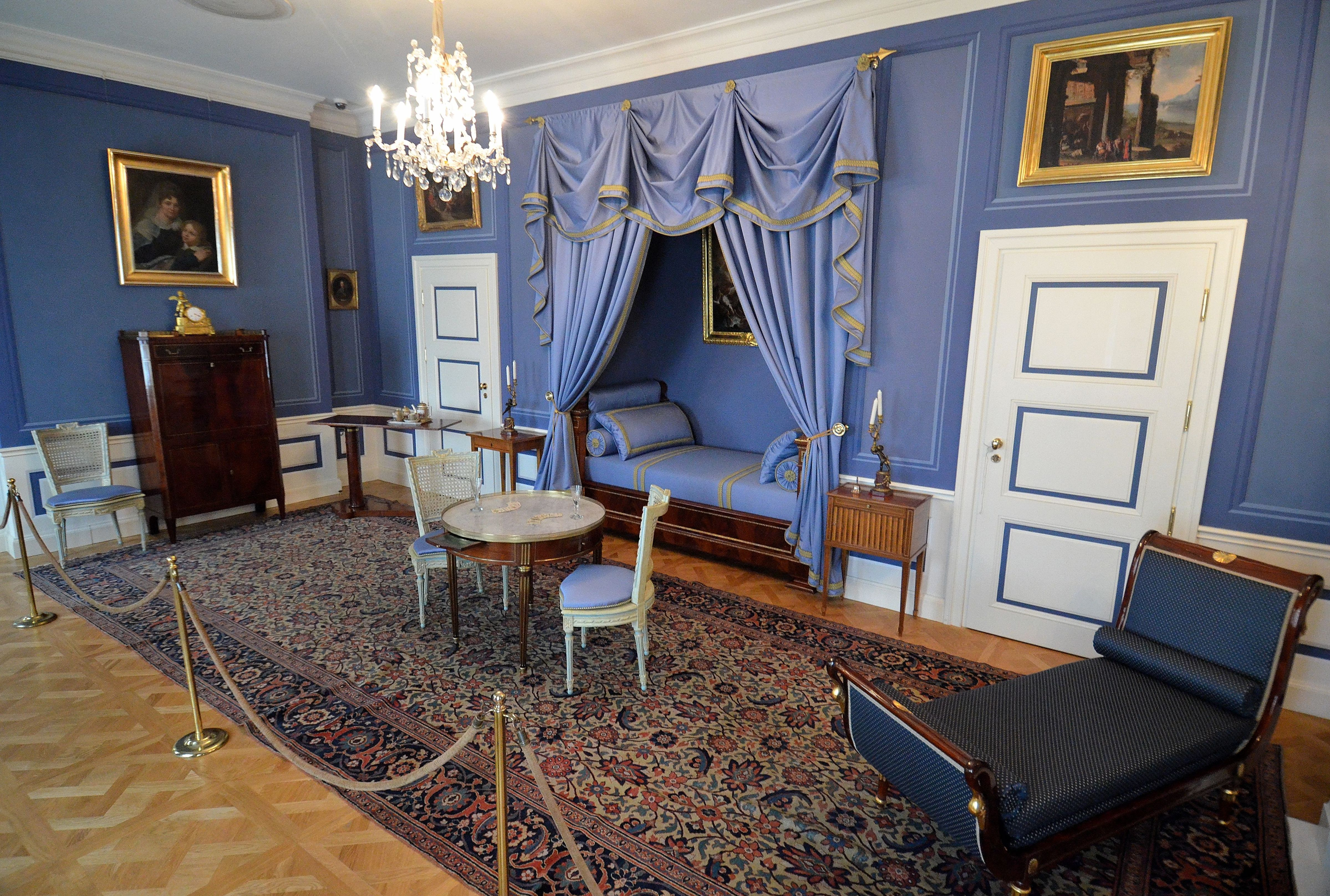
Dormitorio del príncipe Józef Poniatowski
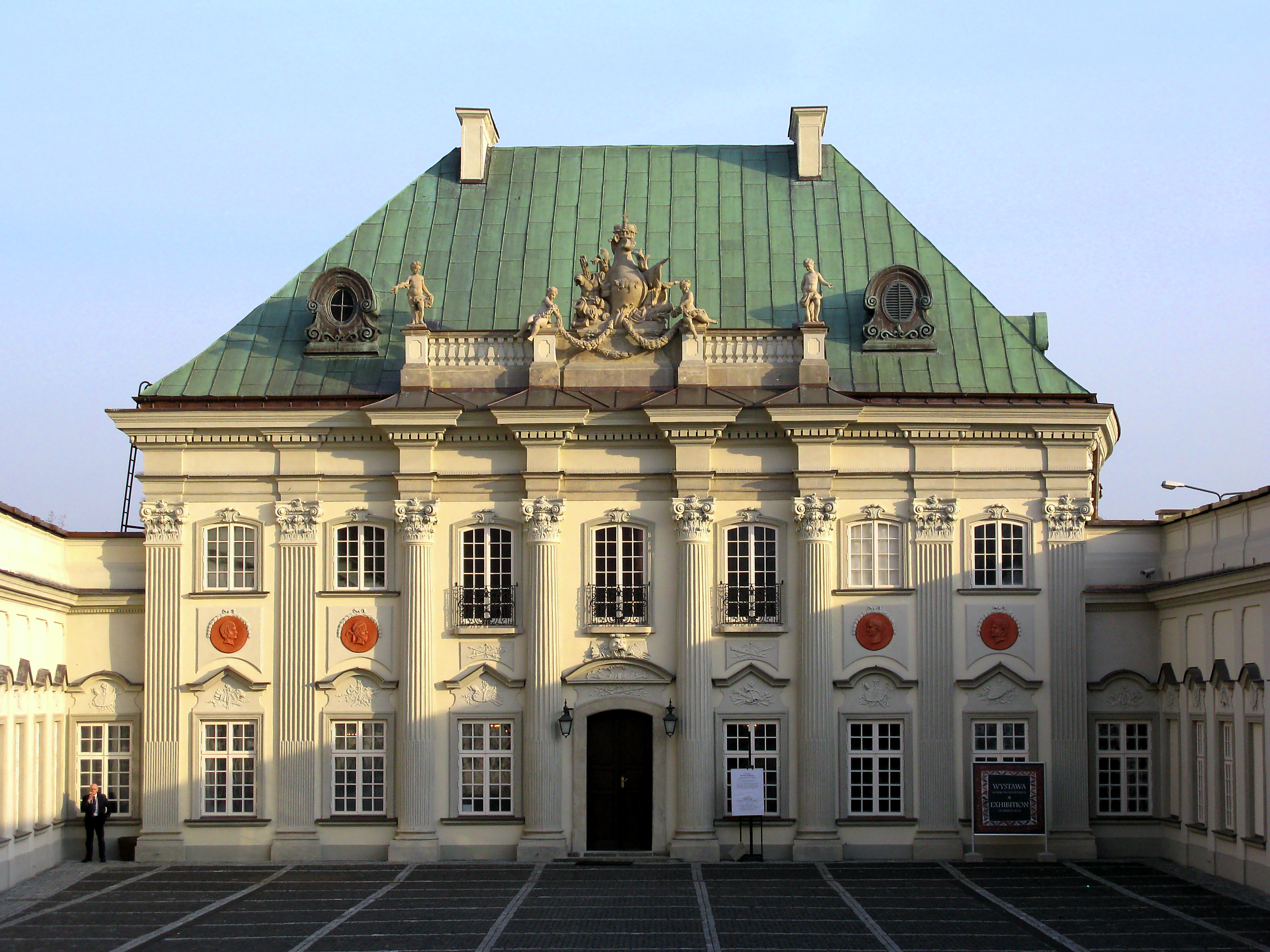
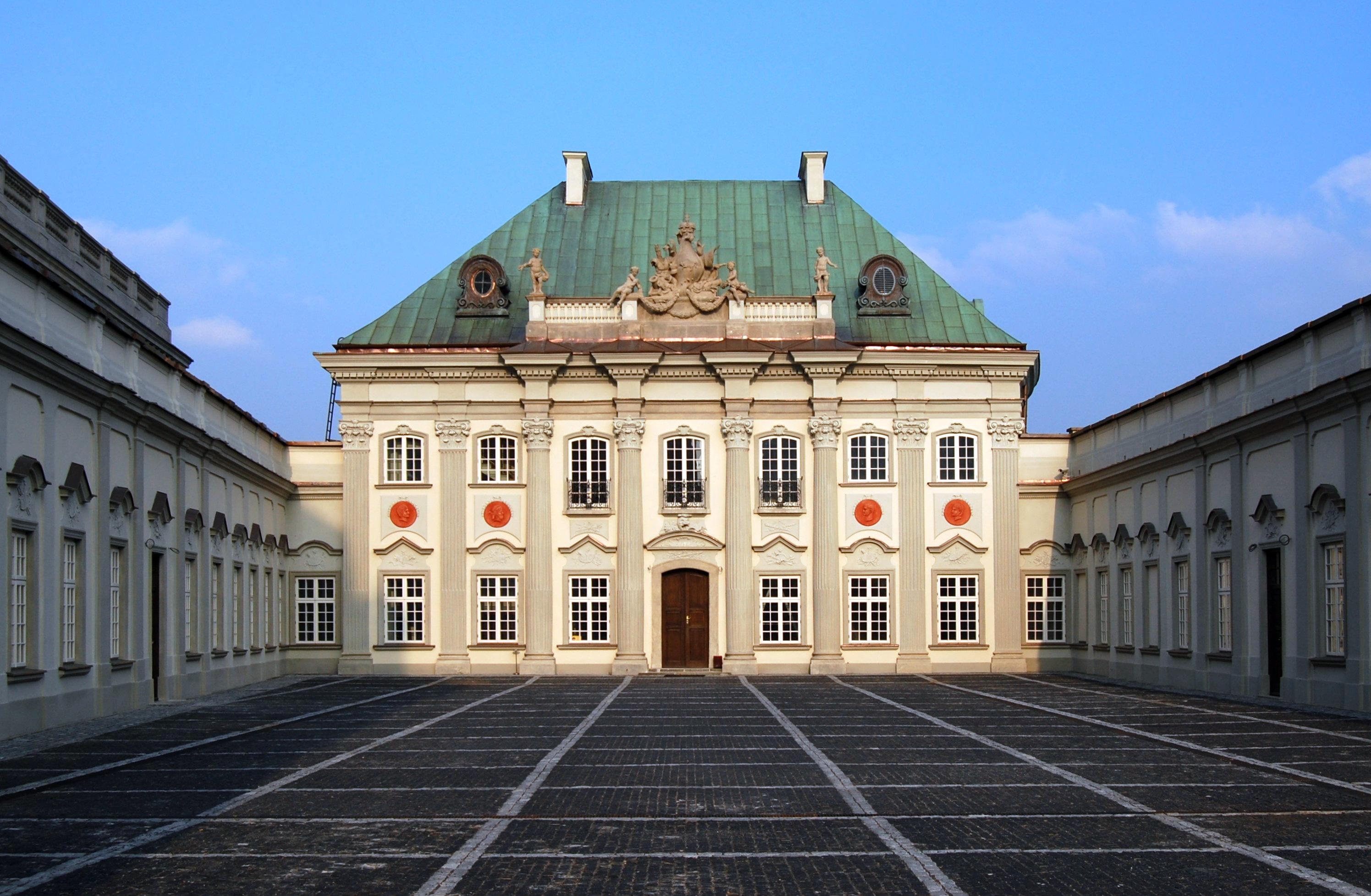